# Disney Music Group
Disney Music Group (DMG) är den del av Walt Disney Studios som ansvarar för musikproduktion och musikförlag. Walt Disney Studios är en division inom Disney Entertainment, som ägs av Walt Disney Company. Företaget är beläget vid studions huvudkontor i Burbank, Kalifornien. Divisionens dotterbolag består av två egna skivbolag, Walt Disney Records och Hollywood Records. Det består även av Disney Music Publishing, det musikförlag som hanterar företagets musik, samt Disney Concerts.